# NHK홀
NHK홀은 시부야구의 NHK 방송 센터의 종합 공연장이다. 명칭 그대로 일본방송협회 소유의 건물이며, 1973년 6월 20일에 개관했다.
방송사 건물 바로 옆에 위치하고 있으며, 총 좌석 수는 3601석이다. 가변식 무대와 오케스트라 피트가 설치되어 있어서 오페라나 발레, 뮤지컬 등의 무대 작품 공연도 열리고 있으며, 방송사 주최의 대규모 회의나 시상식 등에도 이용되고 있다.
프로그램들의 녹화도 특별한 경우를 제외하면 이 홀에서 이루어지고 있다. 방송사 소속 악단들인 NHK 교향악단의 상주 공연장으로도 사용되고 있다.